# Kapıkaya, Kozan
Kapıkaya là một xã thuộc huyện Kozan, tỉnh Adana, Thổ Nhĩ Kỳ. Dân số thời điểm năm 2009 là 390 người.